# Национална изследователска и образователна мрежа
Национална изследователска и образователна мрежа (НИОМ, на английски: National research and education network (NREN), популярна също и под наименованието академична мрежа, на английски: academic network) е специализиран доставчик на интернет услуги за нуждите на научните и образователни общности в дадена страна. НИОМ обикновено се отличават с поддръжка на високо-скоростна опорна свързаност, често предлагайки резервирани канали за конкретни научни проекти. НИОМ обикновено са местата, където биват първоначално внедрявани новите Интернет технологии преди тяхното разпространение сред комерсиалните Интернет доставчици. Два примера от подобен тип са IPv6 (въведен в ефективна експлоатация в България за първи път от българската академична мрежа UNICOM-B през 2005) и IP мултикаст.